# طواف مونستر 2021
طواف مونستر 2021 (بالألمانية: Münsterland Giro 2021)‏ هو سباق دراجات هوائية، وهو الموسم رقم 15 من طواف مونستر، وأقيم في 3 أكتوبر 2021، وامتدّ لمسافة 188.5 كيلومتر، وهو أحد سباقات سلسلة سباقات الاتحاد الدولي للدراجات للمحترفين 2021.
فاز بالمركز الأول مارك كافنديش، وبالمركز الثاني Alexis Renard ‏، وبالمركز الثالث Morten Hulgaard ‏.

## الفرق
| فرق عالمية (5)- Deceuninck-Quick Step - Bora-Hansgrohe - Intermarché-Wanty-Gobert Matériaux - Israel Start-Up Nation - Team DSM فرق برو (4)- Alpecin-Fenix - غازبروم روسفيلو 2021 ‏ - سبورت فلاندرين بالويس 2021 ‏ - أونو اكس برو سايكلنج تيم 2021 ‏ فرق قارية (7)- بايك أيد 2021 ‏ - دونر أكون 2021 ‏ - Team Lotto–Kern Haus ‏ - Sauerland NRW-SKS Germany ‏ - Parkhotel Valkenburg CT ‏ - Leopard TOGT Pro Cycling ‏ - فولكر ويسيلز 2021 ‏ فريق وطني- فريق ألمانيا لركوب الدراجات للرجال 2021‏ |  |
| |  |

## التصنيف العام النهائي
| التصنيف العام         | التصنيف العام    | التصنيف العام   | التصنيف العام            | التصنيف العام     |
| العداء                | العداء           | البلد           | الفريق                   | الوقت             |
| --------------------- | ---------------- | --------------- | ------------------------ | ----------------- |
| 1                     | مارك كافنديش     | المملكة المتحدة | دكونيك كويك ستب          | 4 س 11 دقيقة 53 ث |
| 2                     | Alexis Renard ‏   | فرنسا           | Israel Start-Up Nation   | + 1 ث             |
| 3                     | Morten Hulgaard ‏ | الدنمارك        | Uno-X Pro Cycling Team   | + 2 ث             |
| 4                     | جوزيف سيرني      | التشيك          | دكونيك كويك ستب          | + 6 ث             |
| 5                     | Niklas Märkl ‏    | ألمانيا         | Team DSM                 | + 9 ث             |
| 6                     | Rune Herregodts ‏ | بلجيكا          | Sport Vlaanderen-Baloise | + 12 ث            |
| 7                     | Adriaan Janssen ‏ | هولندا          | À Bloc CT                | + 12 ث            |
| 8                     | ألفارو هودج      | كولومبيا        | دكونيك كويك ستب          | + 58 ث            |
| 9                     | باسكال أكرمان    | ألمانيا         | بورا هانسغروه            | + 1 دقيقة 21 ث    |
| 10                    | أندريه جريبيل    | ألمانيا         | Israel Start-Up Nation   | + 1 دقيقة 33 ث    |
| مصدر: ProCyclingStats |                  |                 |                          |                   |

## وصلات خارجية
- الموقع الرسمي
- لمحة عن سباق طواف مونستر 2021 على موقع  ProCyclingStats   (برو  سايكلنج  ستاتس) - إحصاءات  محترفي  الدراجات.
- طواف مونستر 2021 على موقع إحصائيات الدراجات الإحترافية (الإنجليزية)